# Клемятино (Ярцевский район)
Клемятино — деревня в Ярцевском районе Смоленской области России. Входит в состав Петровского сельского поселения. Население — 54 жителя (2007 год). 
Расположена в центральной части области в 10 км к юго-востоку от Ярцева, в 10 км южнее автодороги М1 «Беларусь», на берегу реки Днепр. В 8 км севернее деревни расположена железнодорожная станция Свищёво на линии Москва — Минск. 

## История
В годы Великой Отечественной войны деревня была оккупирована гитлеровскими войсками в июле 1941 года, освобождена в сентябре 1943 года.